# Chlamydomonas augustae
Chlamydomonas augustae là một loài tảo trong họ Chlamydomonadaceae, thuộc chi Chlamydomonas.